# ルノー R40
ルノー R40はフランスのルノー社によって1940年に生産された軽戦車である。当時、フランス戦車部隊の主力であったルノー R35の足回りを改修した型で、ドイツによる侵攻間近に生産が開始されたこともあり、生産数は120輌から140輌程度にとどまる。
制式名称は「Char léger Modèle 1935 R modifié 1939（軽戦車-1935年式-R-1939年改、Rはルノー製を示す）」であり、あくまでR35の改修型という位置付けで車両登録番号もR35のもの（50000番台）が引き続き用いられているが、一般に「R40」と呼ばれている。

## 開発と生産
1935年以降、歩兵支援用軽戦車の主力として量産が行われていたR35は、足回りに掛かる重量配分が不均衡で不整地走行能力が低いという欠点を試作段階より抱えており、その欠点を克服するため、ロレーヌ、AMX、そしてルノー自体からも、いくつかの改良提案がなされていた。
ロレーヌ、AMX、ルノーの改良案を元に1938年に試験が行われ、その結果AMX製の走行装置が優れていると判断され、1939年2月に「Char léger Modèle 1935 R modifié 1939（軽戦車-1935年式-R-1939年改）」としてAMXの案が採用された。
新型の足回りは、ルノー D2中戦車のものに非常に似通った形式で、片側12個の小転輪を2つずつ連結、さらにその2組を3本の垂直サスペンションで支えた。多くの資料では、これをD2同様に垂直コイルスプリングによる懸架としているが、この点疑問もある。なお、転輪2つを連結したボギーごとに、計6本のショックアブソーバーが付けられている。
足回り全体はルノー D2同様に装甲スカートで覆われ、履帯はシャールB1のものを小型化したような形状のものが使われた。改修により、不整地走行能力は全般的に上昇したが、速度は変わらず、新型の足回りによる重量増加で航続距離は若干減少した。
足回りを除き、車体、砲塔はR35とまったく変わらない。ただし、武装は評価試験用の改装車と思われる車両では短砲身のピュトーSA18が積まれているが、生産車では基本的に新型の長砲身37mm砲ピュトーSA38が搭載され、超壕能力を増すための尾橇も標準装備であった。ただし、ドイツの侵攻が始まってから生産された最末期の車両では、尾橇が付けられていないものもある。
1940年2月のR35の生産1,500輌目から、この新型足回り付き車両の生産が予定されたが、実際には生産ライン改変の遅れから、切り替えはさらに40輌程度の通常型R35が生産された後のことになった。ドイツ侵攻による混乱で、最終的に何輌のR40が生産されたかははっきりしないが、120輌から140輌程度と言われる。登録番号 51670 を付けた車両の写真もあり、R40の生産開始が仮に 51541 からだったとすれば、写真の車両は130輌目ということになる。

## 戦歴
R40は生産量も少なく、配属先も限られていた。1940年5月、第40、第48の2個軽戦車大隊に、通常型のR35とともにR40が配備された。また、スタニスワフ・マチェク指揮下の第10ポーランド騎兵旅団の第2大隊もR35とR40の混成であった。第10ポーランド旅団第2大隊は、5月末に装備を第25軽戦車大隊に譲ったものの、さらにその後に新規生産されたR40を受領・再装備した。
ドイツによるフランス侵攻後、ドイツ軍は鹵獲したR40に Panzerkampfwagen 40R 736 (f) の名称をつけ使用した。